# Anelaphus simile
Anelaphus simile là một loài bọ cánh cứng trong họ Cerambycidae.